# Замок Слевойр

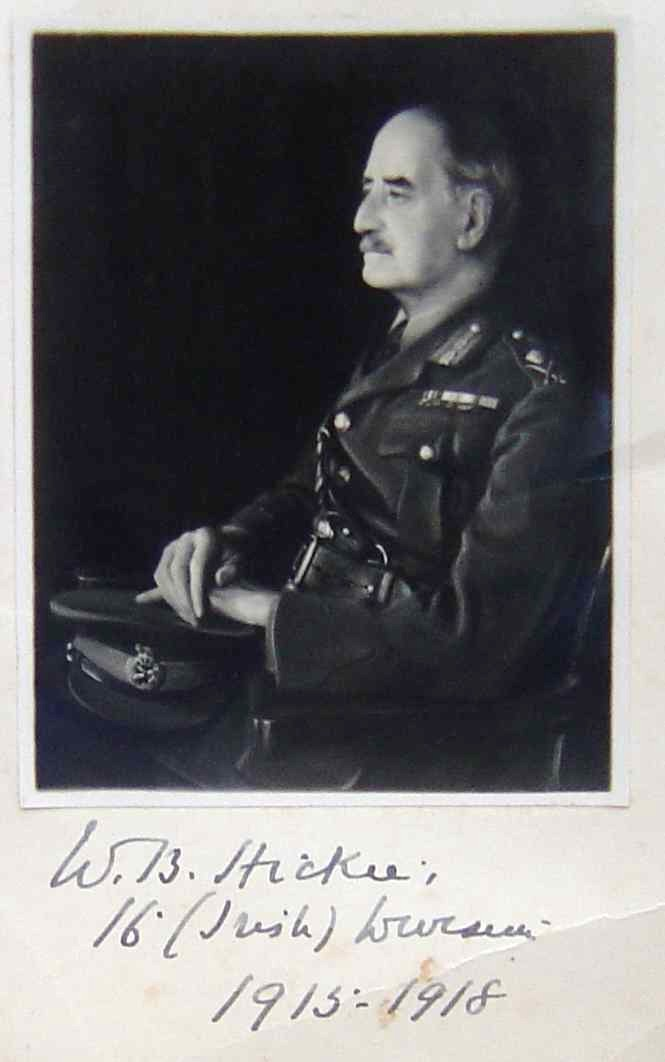
Сер Вільям Бернар Хікі (1865—1950).

Замок Слевойр-Хаус (англ. Slevoir House Castle, ірл. Caisleán na Sliabh Mhaghair) — замок Сляв Вагайр — один із замків Ірландії, розташований в графстві Тіпперері, в парафії Террігласс (Тір Да Гласс). З вершини замку відкривається вид на бухту Слевойр, північно-східну частину озера Лох-Дерг. У замку Слевойр-Хаус народився сер Вільям Бернар Хікі (1865—1950) — ірландський військовий діяч та політик, полковник, потім генерал, командир 16-ї ірландської дивізії під час Першої світової війни, борець за свободу Ірландії.

## Історія замку Слевойр-Хаус
Замок Слевойр-Хаус був побудований в 1870 році для полковника Дж. Ф. Хікі. Замок побудований з дикого каменю, має 5 поверховий фасад. Навколо замку маєток площею 110 акрів. Поруч озеро Лох-Дерг. Замок має над входом італійську вежу з якої відкривається вид на озеро. Родина Хікі володіла замком до 1950 року. Потім маєток та замок були продані місцевим фермерам. У 2000 році замок придбав бізнесмен з Чикаго. Але він ніколи не жив у замку. Він продав замок в 2006 році двом джентльменам, які планували перетворити його в готель, але в них нічого з того не вийшло і вони знову в 2013 році продали замок за півтора мільйони євро. Лишається сподіватись, що вони ці гроші не витратили намарно і що замок потрапив у добрі руки.